# Baltisch voetbalkampioenschap 1920/21
In 1920/21 werd het negende voetbalkampioenschap gespeeld dat georganiseerd werd door de Baltische voetbalbond. VfB Königsberg werd aanvankelijk kampioen, maar na een protest van Preußen Danzig moest de wedstrijd tegen Danzig herspeeld worden en dat werd een gelijkspel. Stettiner SC werd tot kampioen uitgeroepen en plaatste zich voor de eindronde om de Duitse landstitel. De club versloeg in de eerste ronde Arminia Hannover en werd in de halve finale verslagen door 1. FC Nürnberg. Na protest van VfB Königsberg werd de eerste uitslag tegen Danzig terug aangenomen en werd Königsberg kampioen, voor de Duitse eindronde was het echter te laat.

## Deelnemers aan de eindronde
| Club                   | Gekwalificeerd als               |
| ---------------------- | -------------------------------- |
| TuFV Preußen 09 Danzig | Kampioen van Danzig-West-Pruisen |
| VfB Königsberg         | Kampioen van Oost-Pruisen        |
| Stettiner SC           | Kampioen van Pommeren            |

## Eindstand

### Oorspronkelijk
| Plaats | Club                   | Wed. | W | G | V | Saldo | Ptn. |
| ------ | ---------------------- | ---- | - | - | - | ----- | ---- |
| 1.     | Stettiner SC           | 2    | 1 | 1 | 0 | 7:2   | 3:1  |
| 2.     | VfB Königsberg         | 2    | 0 | 2 | 0 | 2:2   | 2:2  |
| 3.     | TuFV Preußen 09 Danzig | 2    | 0 | 1 | 1 | 1:6   | 1:3  |

|  | Kampioen |

### Definitief
| Plaats | Club                | Wed. | W | G | V | Saldo | Ptn. |
| ------ | ------------------- | ---- | - | - | - | ----- | ---- |
| 1.     | VfB Königsberg      | 2    | 1 | 1 | 0 | 4:2   | 3:1  |
| 2.     | Stettiner SC        | 2    | 1 | 1 | 0 | 7:2   | 3:1  |
| 3.     | TuFC Preußen Danzig | 2    | 0 | 0 | 2 | 2:9   | 0:4  |

|  | Kampioen |